# Kazuya Maeda (fodboldspiller, født 1982)
 For alternative betydninger, se Kazuya Maeda. (Se også artikler, som begynder med Kazuya Maeda)
Kazuya Maeda (født 8. september 1982) er en japansk fodboldspiller.
Han har spillet for flere forskellige klubber i sin karriere, herunder Cerezo Osaka, Montedio Yamagata og Giravanz Kitakyushu.